# Наливайко Анатолій Михайлович
Наливайко Анатолій Михайлович (нар. 21 листопада 1956 р.) — український політик, член КПУ, колишній народний депутат України.

## З життєпису
Народився 21.11.1956 (м. Єнакієве, Донецка область).
- 1975 — водій хімкомбінату, м. Горлівка Донецької області.
- 1975–1977 — служба в армії.
- 1977 — водій тресту «Донхімрембудмонтаж».
- 1978–1997 — прохідник, підземний гірничий робітник, голова профкому шахти імені Карла Маркса ВО «Орджонікідзевугілля», м. Єнакієве.

Освіта: Єнакіївський гірничий технікум (1991), гірничий майстер, «Підземна розробка вугільних родовищ»; Національна юридична академія України імені Ярослава Мудрого, юрист.
Народний депутат України 3-го скликання 03.1998-04.2002 від КПУ, № 3 в списку. На час виборів: прохідник шахти ім. К. Маркса ВО «Орджонікідзевугілля» (м. Єнакієве), член КПУ. Член Комітету з питань паливно-енергетичного комплексу, ядерної політики та ядерної безпеки (з 07.1998); член фракції КПУ (з 05.1998).
Народний депутат України 4-го скликання 04.2002-04.06 від КПУ, № 9 в списку. На час виборів: народний депутат України, член КПУ. Член фракції комуністів (з 05.2002), член Комітету з питань паливно-енергетичного комплексу, ядерної політики та ядерної безпеки (з 06.2002).
Народний депутат України 5-го скликання 04.2006-11.2007 від КПУ, № 12 в списку. На час виборів: народний депутат України, член КПУ. Член Комітету з питань економічної політики (з 07.2006), член фракції КПУ (з 04.2006).